# Deadline (film 2002)
Deadline è un cortometraggio italiano del 2002 scritto e diretto da Massimo Coglitore, con Guido Caprino e Karina Arutyunyan.
Girato in 35 mm, il corto debutta in concorso al Torino Film Festival nello stesso anno. Selezionato in diversi festival, è stato trasmesso da diverse TV satellitari. Inoltre, il cortometraggio è stato distribuito dalla Fice nelle sale cinematografiche associate.

## Trama
Alex e la moglie Laura, incinta di qualche mese, restano bloccati, a causa di un guasto alla propria jeep, in una strada isolata di montagna. La coppia è soccorsa da un uomo ambiguo, che li conduce in un tetro e desolato hotel avvolto dalla nebbia.

## Distribuzione
Tra i diversi festival dove il film è stato in concorso, sono da segnalare: nel 2003 il Los Angeles Short Festival, il Manhattan Short Festival e il New York Horror Festival; nel 2004 il Screamfest Horror Film Festival uno dei più importanti festival horror degli Stati Uniti e il Festival internazionale del cinema fantastico di Bruxelles; nel 2004 vince anche il premio per il miglior cortometraggio al festival Jalari in corto.

## Riconoscimenti
- 49° Taormina Film Fest
  - Miglior cortometraggio
- 6° Filmare Festival
  - Miglior cortometraggio
- 35° Bolzano ShortFilmFestival
  - Miglior cortometraggio
- 4° Fiati Corti
  - Miglior cortometraggio
- 1° Sedicicorto International Film Festival
  - Miglior cortometraggio
- 1° Joe D'Amato Horror Festival
  - Miglior cortometraggio
- 4° Civitacortofestival
  - Miglior cortometraggio
- Best Script 7° Avanca Film Festival
  - Miglior cortometraggio